# Bjarne Slapgard
Bjarne Slapgard född 11 november 1901 i Verdal, död 25 december 1997 i Levanger, var en norsk författare och folkhögskola-lärare.
Slapgard föddes i Halset i Verdal. Han tog lärarexamen vid Levanger lärarskola 1924 och arbetade först som lärare i Øyestad och Skaun, därefter som lärare vid Nordmøre folkehøgskole i Surnadal från 1931 till 1938. Slapgard var under åren 1938 till 1957 rektor vid Hardanger Folkehøgskole, och därefter på Frosta Folkehøgskole till 1966. 
Slapgard skrev över 70 böcker, de flesta romaner, men också några essäer och 18 barn- och ungdomsböcker. Han debuterade med romanen Liv av leir 1942. 1945 kom romanen Frende og varg, och 1948 Blind kamp. För Dagen du gav oss (1950) fick han Melsom-priset. 1961 gav han ut en biografi om diktaren Edin Holme.
Slapgard mottog Nord-Trøndelag fylkes kulturpris 1986.